# 曲线螺总科
曲线螺总科（學名：Loxonematoidea，舊作），或作曲线螺超科，是一個已滅絕的海洋腹足綱軟體動物總科，其物種皆為海螺。本總科物種的特點是其物種的螺層很多，而且大多數物都沒有臍孔。

## 分類
曲线螺总科最初屬於前鳃亚纲（Prosobranchia）的古腹足目（Archaeogastropoda）。根據1997年的《旁得和林德伯格的腹足類分類》，本總科被劃歸直腹足亚纲(Orthogastropoda)，過往曾包括過深水螺總科:4的莫氏螺亞目（Murchisoniina）。在2005年的《布歇特和洛克羅伊的腹足類分類》屬於腹足綱基群分類元:242。在2017年的《布歇特和洛克羅伊的腹足類分類》沒有變化。